# Tyrian
Tyrian is een computerspel uit 1995, ontwikkeld door Eclipse Productions en uitgegeven door Epic MegaGames. In 1999 werd een uitgebreide versie uitgebracht, genaamd Tyrian 2000, en sinds 2004 is het spel als freeware verkrijgbaar. De graphics zijn in april 2007 vrijgegeven onder een open licentie.
Tyrian is geprogrammeerd door Jason Emery, getekend door Daniel Cook en de muziek werd gecomponeerd door Alexander Brandon en Andreas Molnar.

## Spelonderdelen
Het spel Tyrian is een shoot 'em up waar de speler de rol van een ruimteschip aanneemt dat andere, door de computer bestuurde ruimteschepen vernietigt. Het schip van de speler heeft verschillende wapens die in het spel kunnen worden opgepikt als power-ups bij het vernietigen van vijanden. Het spel heeft zowel een verhaallijn-modus als een arcade-modus, en kan bovendien met één of twee spelers op dezelfde computer gespeeld worden. In de verhaallijn speelt de speler Trent Hawkins, die in het jaar 20.031 naar nieuwe leefplaneten zoekt die geschikt zijn voor Terravorming, en terechtkomt op de planeet Tyrian. Na het verraad door de corporatie waar Trent voor werkt, moet hij zich een baan vechten naar de planeet Savara en uiteindelijk de hoofdmacht van de corporatie vernietigen.

## Audio
De muziek van Tyrian is gecomponeerd door Alexander Brandon en Andreas Molnar in het LDS-formaat. Tyrian 2000 bevatte 25 cd-audiotracks van hoge kwaliteit. Deze missen in de freewareversie vanwege de downloadgrootte.

## OpenTyrian
In februari 2007 werd de Pascal-broncode van Tyrian vrijgegeven aan een kleine groep programmeurs om het spel om te schrijven naar C, genaamd OpenTyrian, wat vrijgegeven wordt onder de GPL. De oorspronkelijke broncode wordt niet vrijgegeven.
Na deze bekendmaking kondigde Daniel Cook in april 2007 aan dat hij al zijn grafische werk onder een open licentie vrij zou geven.

## Ontvangst
Tyrian werd over het algemeen goed ontvangen, met een 87% score in PC Gamer (één procent minder dan nodig voor een Editors Choice Award) en 4 van de 5 sterren in Next Generation Magazine. Computer Gaming World nomineerde Tyrian als "Actiespel van het jaar". De oorspronkelijke ontwikkelaars beschouwden de ontvangst van Tyrian als hoger dan hun verwachtingen.